# Welterbe in Lettland
Zum Welterbe in Lettland gehören (Stand 2023) drei UNESCO-Welterbestätten, alle Stätten des Weltkulturerbes. Lettland hat die Welterbekonvention 1995 ratifiziert, die erste Welterbestätte wurde 1997 in die Welterbeliste aufgenommen. Die bislang letzte Welterbestätte in Lettland wurde 2023 eingetragen.

## Welterbestätten
Die folgende Tabelle listet die UNESCO-Welterbestätten in Lettland in chronologischer Reihenfolge nach dem Jahr ihrer Aufnahme in die Welterbeliste (K – Kulturerbe, N – Naturerbe, K/N – gemischt, (G) – auf der Liste des gefährdeten Welterbes).
| Bild                                 | Bezeichnung                           | Jahr | Typ | Ref. | Beschreibung |
| ------------------------------------ | ------------------------------------- | ---- | --- | ---- | --- |
| (weitere Bilder)                     | Historisches Zentrum von Riga (Lage)  | 1997 | K   | 852  | Die Altstadt von Riga hat sich, trotz der Schleifung der Befestigungsanlagen, ihren Festungscharakter erhalten können. Die Neustadt von Riga entstand ab der 2. Hälfte des 19. Jahrhunderts und gilt als eines der sehenswertesten Jugendstilensembles der Welt. |
| Struve Geodetic Arc (weitere Bilder) | Struve-Bogen                          | 2005 | K   | 1187 | Umfasst 34 besonders markierte geodätische Messpunkte entlang des Struve-Bogens in Estland, Finnland, Lettland, Litauen, Moldawien, Norwegen, Russland, Schweden, der Ukraine und Weißrussland, welche zur genauen Bestimmung der Erdfigur in Nord- und Osteuropa dienten. In Lettland umfasst die Welterbestätte: - Sestu-Kalns (56° 50′ 24″ N, 25° 38′ 12″ O, Sausnēja) - Jacobstadt (56° 30′ 5″ N, 25° 51′ 24″ O, Jēkabpils) |
| (weitere Bilder)                     | Kuldīga / Goldingen im Kurland (Lage) | 2023 | K   | 1658 | Kuldīga ist ein außergewöhnlich gut erhaltenes Beispiel für eine traditionelle städtische Siedlung, die sich zwischen dem 16. und 18. Jahrhundert von einem kleinen mittelalterlichen Weiler zu einem wichtigen Verwaltungszentrum des Herzogtums Kurland und Semgallen entwickelte. |

## Tentativliste
In der Tentativliste sind die Stätten eingetragen, die für eine Nominierung zur Aufnahme in die Welterbeliste vorgesehen sind.

### Aktuelle Welterbekandidaten
Derzeit (2023) sind drei Stätten in der Tentativliste von Lettland eingetragen, die letzte Eintragung erfolgte 2021. Die folgende Tabelle listet die Stätten in chronologischer Reihenfolge nach dem Jahr ihrer Aufnahme in die Tentativliste.
| Bild                                                    | Bezeichnung                                                    | Jahr | Typ | Ref. | Beschreibung |
| ------------------------------------------------------- | -------------------------------------------------------------- | ---- | --- | ---- | --- |
| Mäander der Oberen Düna                                 | Mäander der Oberen Düna                                        | 2011 | K/N | 5610 | Für die Letten ist die Düna ein nationales Symbol und wird unter anderem als „Mütterchen Düna“ (lett.: Daugaviņa māmuliņa) und „Schicksalsfluss“ besungen. |
| Archäologischer Komplex Grobiņa                         | Archäologischer Komplex Grobiņa                                | 2017 | K   | 6258 | Zwischen dem 7. und 9. Jahrhundert befand sich in Grobiņa eine große Siedlung skandinavischer Herkunft.                                                    |
| Schloss Rundāle Ensemble mit Schlossgarten und Waldpark | Schloss Rundāle Ensemble mit Schlossgarten und Waldpark (Lage) | 2021 | K   | 6544 | |

### Ehemalige Welterbekandidaten
Diese Stätten standen früher auf der Tentativliste, wurden jedoch wieder zurückgezogen oder von der UNESCO abgelehnt. Stätten, die in anderen Einträgen auf der Tentativliste enthalten oder Bestandteile von Welterbestätten sind, werden hier nicht berücksichtigt.
| Bild                                            | Bezeichnung                                     | Jahr      | Typ | Ref. | Beschreibung |
| ----------------------------------------------- | ----------------------------------------------- | --------- | --- | ---- | --- |
| Kriegerfriedhof und Freiheitsdenkmäler von Riga | Kriegerfriedhof und Freiheitsdenkmäler von Riga | 1991–1991 | K   |      | Noch von der UdSSR beantragt, jedoch 1991 von der UNESCO abgelehnt.                                                                |
| Košrags, Dorf der Liven                         | Košrags, Dorf der Liven (Lage)                  | 1996–2011 | K   | 396  | Košrags ist ein Dorf in der heutigen Gemeinde Kolka, das ursprünglich durch das nahezu ausgestorbene Volk der Liven besiedelt war. |
| Die Zitadelle Daugavpils                        | Die Zitadelle Daugavpils                        | 2005–2011 | K   | 393  | |
| Natur- und Kulturerbe der Stadt Jūrmala         | Natur- und Kulturerbe der Stadt Jūrmala         | 2005–2011 | K/N | 395  | |
| Tal der Abava                                   | Tal der Abava                                   | 2005–2011 | N   | 997  | |